# Apostoł (Kufallakis)
Apostoł, imię świeckie Ewangelos Kufallakis (ur. 1969 na Rodos) – grecki duchowny prawosławny w jurysdykcji Patriarchatu Konstantynopola, od 2014 biskup pomocniczy Greckiej Archidiecezjui Ameryki ze stolicą tytularną w Medei.

## Życiorys
W 1993 przyjął święcenia diakonatu, a w 1996 prezbiteratu. 20 grudnia 2014 otrzymał chirotonię biskupią.